# La Reforma, Santa María Jacatepec
La Reforma är en ort i Mexiko.   Den ligger i kommunen Santa María Jacatepec och delstaten Oaxaca, i den sydöstra delen av landet, 400 km sydost om huvudstaden Mexico City. La Reforma ligger 78 meter över havet och antalet invånare är 210.
Terrängen runt La Reforma är lite bergig. Runt La Reforma är det ganska glesbefolkat, med 29 invånare per kvadratkilometer. Närmaste större samhälle är San Juan Bautista Valle Nacional, 13,7 km sydväst om La Reforma. I omgivningarna runt La Reforma växer i huvudsak städsegrön lövskog.